# Stanisław Wawrzonkoski
Stanisław Kazimierz Wawrzonkoski (ur. 15 marca 1942 w Ossowie) – polski polityk, były prezydent Włocławka.

## Życiorys
Ukończył studia w Wyższej Szkole Rolniczej we Wrocławiu, gdzie uzyskał tytuł zawodowy magistra inżyniera melioracji wodnych. Odbył też Podyplomowe Studium Administracji na wydziale Prawa i Administracji Uniwersytetu Mikołaja Kopernika w Toruniu. Działał w Polskiej Zjednoczonej Partii Robotniczej, pełnił funkcję sekretarza ds. rolnych KW PZPR. Był także m.in. pierwszym naczelnikiem gminy Włocławek, przewodniczącym Gminnej Rady Narodowej, wójtem gminy i wicewojewodą włocławskim.
W latach 1998–2002 sprawował przez jedną kadencję urząd prezydenta Włocławka. W 2002 w wyborach bezpośrednich bez powodzenia ubiegał się o reelekcję. Uzyskał jednocześnie z listy SLD mandat radnego, który sprawował do 2006. Odzyskał mandat radnego w 2010, utrzymując go również w 2014 i 2018.
W 2005 otrzymał Krzyż Oficerski Orderu Odrodzenia Polski.